# Jawhara FM
Jawhara FM (arabe : جوهرة أف أم) est une station de radio privée de Tunisie.
Radio généraliste dont les studios sont installés à Sousse, elle est lancée le 25 juillet 2005 par la voix de Walid Besbes. Le nom Jawhara FM renvoie au surnom qu'on donne en Tunisie à la ville de Sousse, la « perle du Sahel », le mot jawhara en arabe signifiant « perle ».

## Diffusion
Jawhara FM est la première radio tunisienne privée à émettre dans la région du Sahel tunisien, sa création entrant dans le cadre de l'ouverture progressive du champ médiatique tunisien au secteur privé.

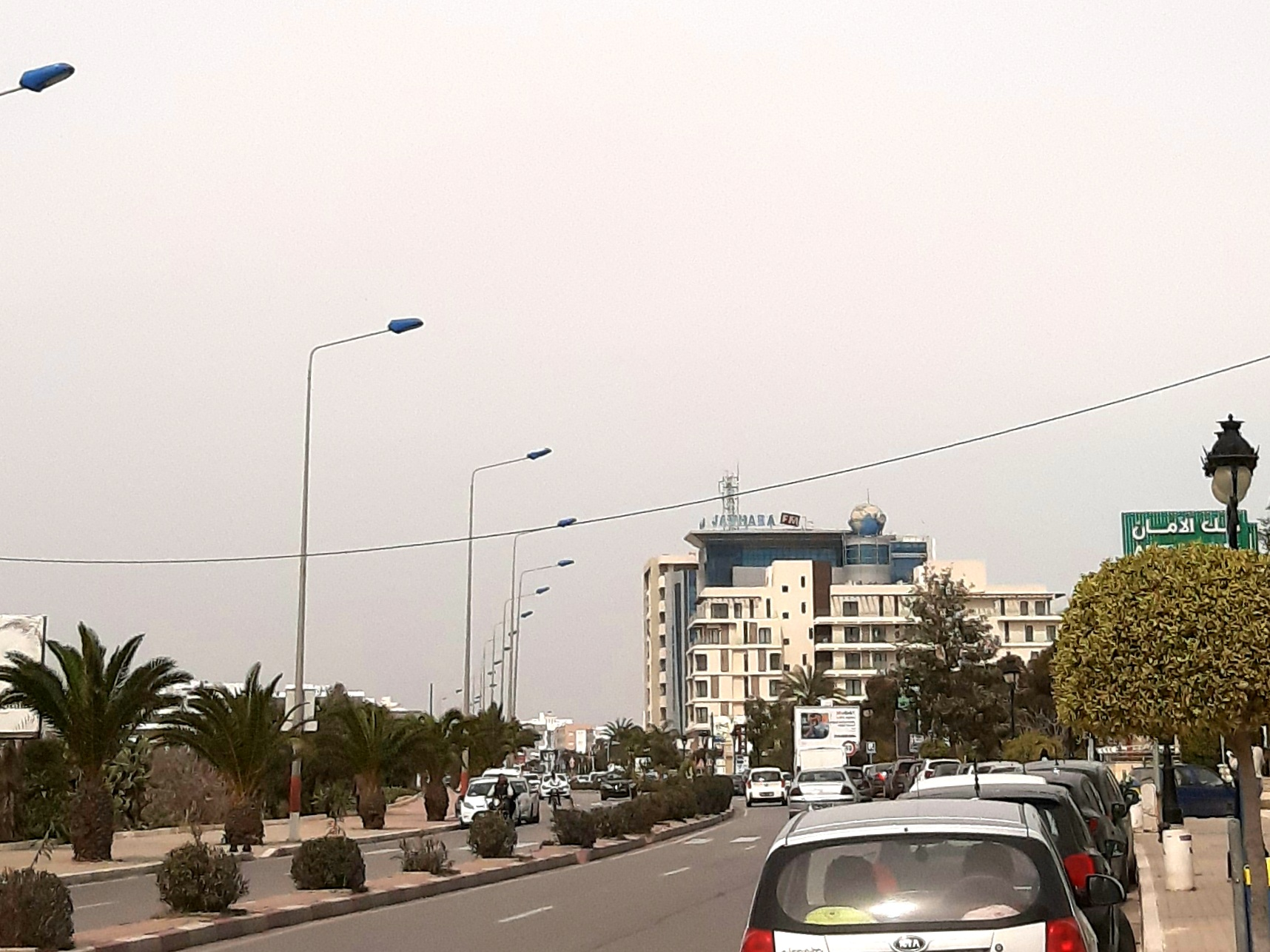
Siège social de Jawhara FM à Sousse.

Elle commence son émission principalement dans la région du Sahel, notamment les gouvernorats de Sousse, Monastir et Mahdia. Dans une deuxième phase, elle élargit sa couverture sur une partie des gouvernorats de Kairouan, Siliana, Kasserine, Sidi Bouzid, Sfax et Nabeul, touchant ainsi une population de près de 3,5 millions d'habitants. Dès le 1er août 2017, Jawhara FM devient accessible pour près de 85 % des Tunisiens (9,377 millions d'auditeurs) après avoir élargi son champ de diffusion dans le Grand Tunis, le cap Bon et les gouvernorats de Zaghouan et Sfax. Elle peut également être écoutée dans l'ouest de la Sicile (province de Trapani) sur la fréquence de la radio RTL 102.5.
Selon les chiffres de MEDIASCAN Tunisie, son taux d'audience atteint 71,2 % dans la région de Sousse en avril 2008, alors qu'elle atteignait 82 % en 2007, baisse engendrée par l'arrivée de Zitouna FM ; elle reste malgré cela la première radio écoutée dans la région du Sahel.

## Équipes
Émettant en continu, Jawhara FM a su mettre en place équipe composée de 49 personnes en mai 2020. La moyenne d'âge de cette équipe est relativement jeune, en concordance avec la tranche d'âge d'auditeurs visée par la station. 
Jawhara FM possède par ailleurs des correspondants dans diverses villes du monde : Montréal, New York, Bonn, Paris, Le Caire, Beyrouth, Rabat, Londres, Milan, Dubaï, Sydney, Alger, Boston, etc. Ils présentent l'actualité du monde artistique et musicale dans le programme hebdomadaire Galaxy présenté par Walid Besbes.

## Programmation
Le succès de la radio s'explique notamment parce que les jeunes semblent s'identifier au ton des animateurs et au dialecte tunisien dans lequel sont présentés les programmes, le style étant en nette rupture avec l'arabe littéral qu'on peut entendre sur la radio nationale ou Radio Monastir. Ces mêmes jeunes citent très fréquemment les émissions du vendredi soir, animées par Leila Ben Atitallah, à travers lesquelles divers sujets touchant à la sexualité sont débattus. Ces émissions traitent souvent de l'adultère, de l'homosexualité et de la virginité, des sujets parfois en conflit avec le conservatisme de la société tunisienne.